# Herznach
Herznach é uma comuna da Suíça, situada no distrito de Laufenburg, no cantão de Argóvia. Tem 6,26 km² de área e sua população em 2018 foi estimada em 1.545 habitantes.